# Miconia pseudoaplostachya
Miconia pseudoaplostachya är en tvåhjärtbladig växtart som beskrevs av Célestin Alfred Cogniaux. Miconia pseudoaplostachya ingår i släktet Miconia och familjen Melastomataceae. Inga underarter finns listade i Catalogue of Life.